# 1992 FY1
1992 FY1 är en asteroid i huvudbältet som upptäcktes den 26 mars 1992 av de båda japanska astronomerna Seiji Ueda och Hiroshi Kaneda i Kushiro.
Asteroiden har en diameter på ungefär 6 kilometer.